# Gervais Jeancolet de Clinchamp
Gervais Jeancolet de Clinchamp, le cardinal du Mans (né dans la région du Mans et mort le 15 septembre 1287 à Rome) est un cardinal français du XIIIe siècle.

## Biographie
Gervais Jeancolet de Clinchamp est chanoine au Mans et archidiacre au Chapitre de Notre-Dame de Paris. Il est un bon ami du futur pape Martin IV.
Le pape Martin IV le crée cardinal lors du consistoire de 12 avril 1281. Il est légat en France.
Il avait pris à bail des vignes sur la parcelle de Lozeret, sur le chemin de Fontenay à Bagneux et appartenant à Hervé le Breton